# Белый Клин
Бе́лый кли́н (рус. дореф. Бѣлый Клинъ) — анклав белых антибольшевистких войск в селе Аллаиха, (Якутия), существовавший в 1923 году, на финальном этапе Гражданской войны в России.
В течение лета 1923 года уцелевшие после поражения в Гижиге остатки отряда Валериана Бочкарёва во главе с поручиком Кириллом Деревяновым, взяли под контроль устье Индигирки в селе Аллаиха, был выбран очень удобный стратегический пункт, в котором было построено укрепление с сигнальной вышкой, казармой, погребами для запасов и т. д., получившее символическое название «Белый клин». После обустройства позиций, Кирилл Деревянов установил тесные связи с местными зажиточными крестьянами, завоевав их поддержку и влияние. Благодаря этому приобрел популярность среди населения.
«Белый клин» под Аллаихой продержался практически до зимы. В ноябре 1923 года из «Белого Клина» выступил на Средне-Колымск некий ротмистр Н. для перевозки инвентаря и товаров, и также «расправы с оставшимися красными». Только доехав по тундре до границы Колымского Округа Н. узнал, что Колымский округ уже полностью под советским контролем, и вернулся назад.
В это же время в Аллаихе были получены письма комиссии Якутского ЦИК, о праве гарантии жизни и свободы всем без исключения повстанцам. Деревяновцы воспользоваться этим, и сдались. В апреле 1924 года вышло постановление Якутского ЦИКа о выселении офицеров с Севера. Но фактически анклав держался до конца 1924 г. А в начале 1925 г. приговоренные к смертной казни не сдавшиеся непримиримые Деревяновцы базировавшиеся на Аллаихе предприняли последний отчаянный набег на Верхоянск.

## Источник
- на Тихом океане…". К 100-летию завершения Гражданской войны в России""
- https://fai.org.ru/forum/topic/24837-krasnyie-ostanovlenyi-v-primore-vladivostok-kvzhd/?page=7
- Г — По кромке двух океанов
- «Переворот совершал пакет, полученный из Якутска…» Гражданская война на севере Якутии 1920—1924 годы (1927 Г.)